# Pierre Nicolas Lefèvre
Pour les articles homonymes, voir Lefèvre.
Pierre Nicolas Lefèvre est un homme politique français né le 10 avril 1798 à Yvetot (Seine-Maritime) et décédé le 27 février 1865 à Yvetot.
Filateur à Yvetot, il est député de la Seine-Maritime de 1848 à 1849, siégeant à droite avec les monarchistes légitimistes.

## Sources
- « Pierre Nicolas Lefèvre », dans Adolphe Robert et Gaston Cougny, Dictionnaire des parlementaires français, Edgar Bourloton, 1889-1891 [détail de l’édition]